# Спадола
Спа̀дола (на италиански: Spadola, на местен диалект Spàtula, Спатула) е село и община в Южна Италия, провинция Вибо Валентия, регион Калабрия. Разположено е на 754 m надморска височина. Населението на общината е 871 души (към 2011 г.).